# Ingooigem
Ingooigem (en Flamenc occidental Yvegem) és un nucli del municipi d'Anzegem a la província de Flandes Occidental a la regió flamenca de Bèlgica. Era un municipi independent fins a la fusió amb Anzegem l'1 de gener de 1977. El 2012 tenia 2351 habitants a una superfície de 8380 hectàrees. És coneguda per la cursa ciclista annual Halle-Ingooigem.
Història
El primer esment escrit Ingoudeghem data del 1165, derivat d'un nom germànic Ingwiwaldinga Haim que significa casa de la gent d'Ingwald. El 1179 el bisbe de Tournai atorga el delme d'Ingooigem a l'abadia de Sant Medard o de Sant Nicolau dels Prats prop de Tournai. El feu pertany del segle xiv a XVII a la nissaga de la Motte, després passa als de Lalaing, tot i que uns catorze senyories de la zona hi tenien possessions. Als segles xvi i xvii el poble va sofrir molt de les guerres de religió i de successió. El 1579 els Geuzen van pillardejar l'església i després les tropes dels malcontents van saquejar diverses vegades el poble. A la Guerra dels Nou Anys el poble sofreix per les confiscacions de bestiar i d'aliments, i la taxa de mort augmenta fort. Durant l'ocupació francesa (1795-1815) esdevé un municipi del Departament del Leie. L'activitat principal queda l'agricultura, tot i que durant el segle xix, hi moltes petits tallers casolans de contractistes de la indústria del tèxtil de Kortrijk. A la fi de la Primera Guerra Mundial, el 25 d'octubre del 1918 les tropes britàniques de la 9th Scottish Division van alliberar-lo després d'una batalla feroç. Les víctimes d'ambdós bàndols van ser sebollits a un cementiri comú, Ingoyghem Military Cemetery.
Geografia i economia
Tot i que es troben unes fàbriques de tèxtil prop de la frontera amb Vichte queda un poble rural amb camps, prats i boscs. És regat per dos rierols: el Tsjampebeek i el Beek ter Biest. Fins als anys 1970 la indústria del tèxtil (catifes, i teixidures) era un empleador major al costat de l'agricultura. El poble va patir de la crisi del tèxtil, però unes poques van sobreviure en especialitzar-se en productes d'alt valor afegit.
Galeria

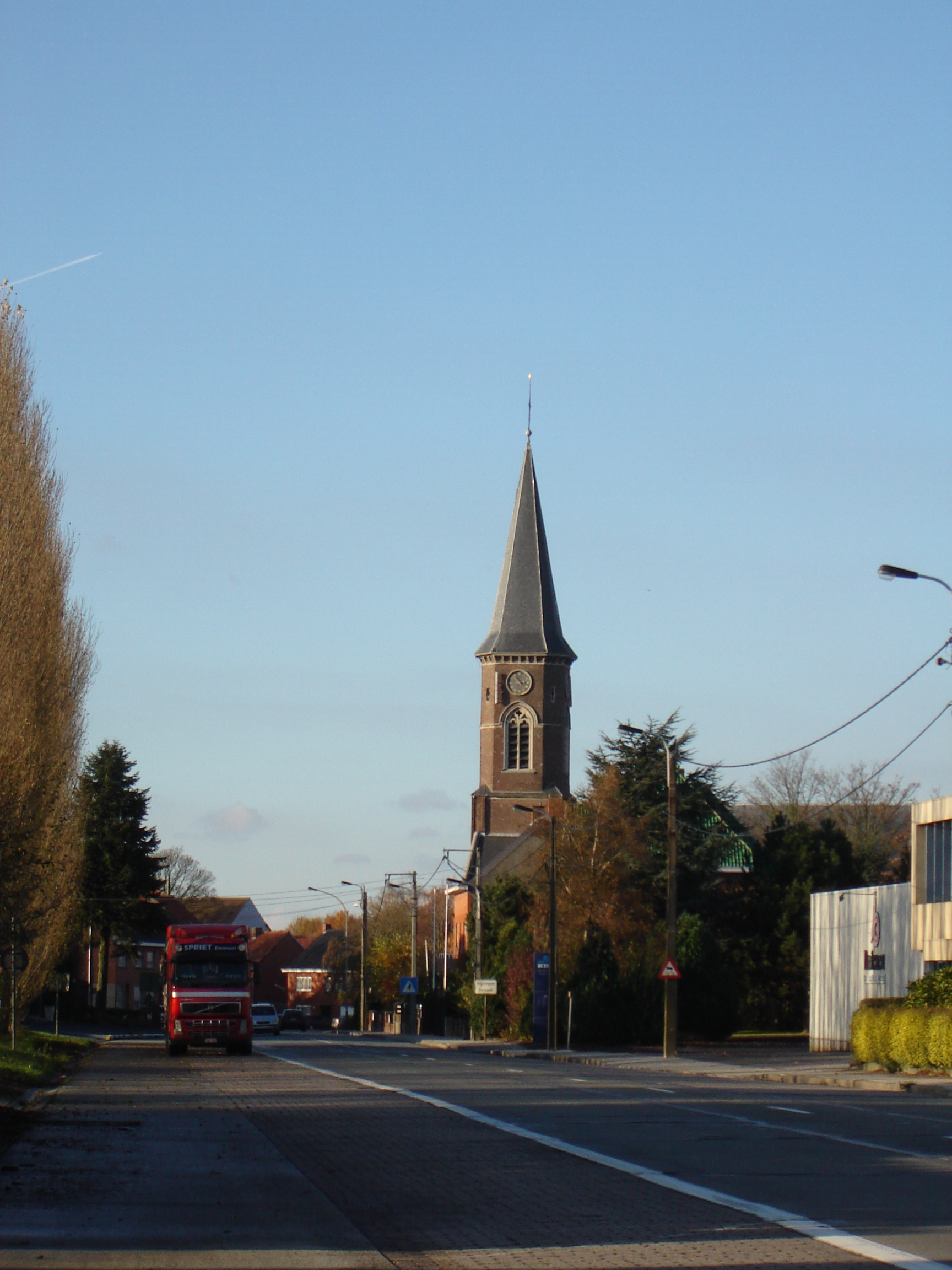
Panorama i església del 1854 (arquitecte P. Croquison)
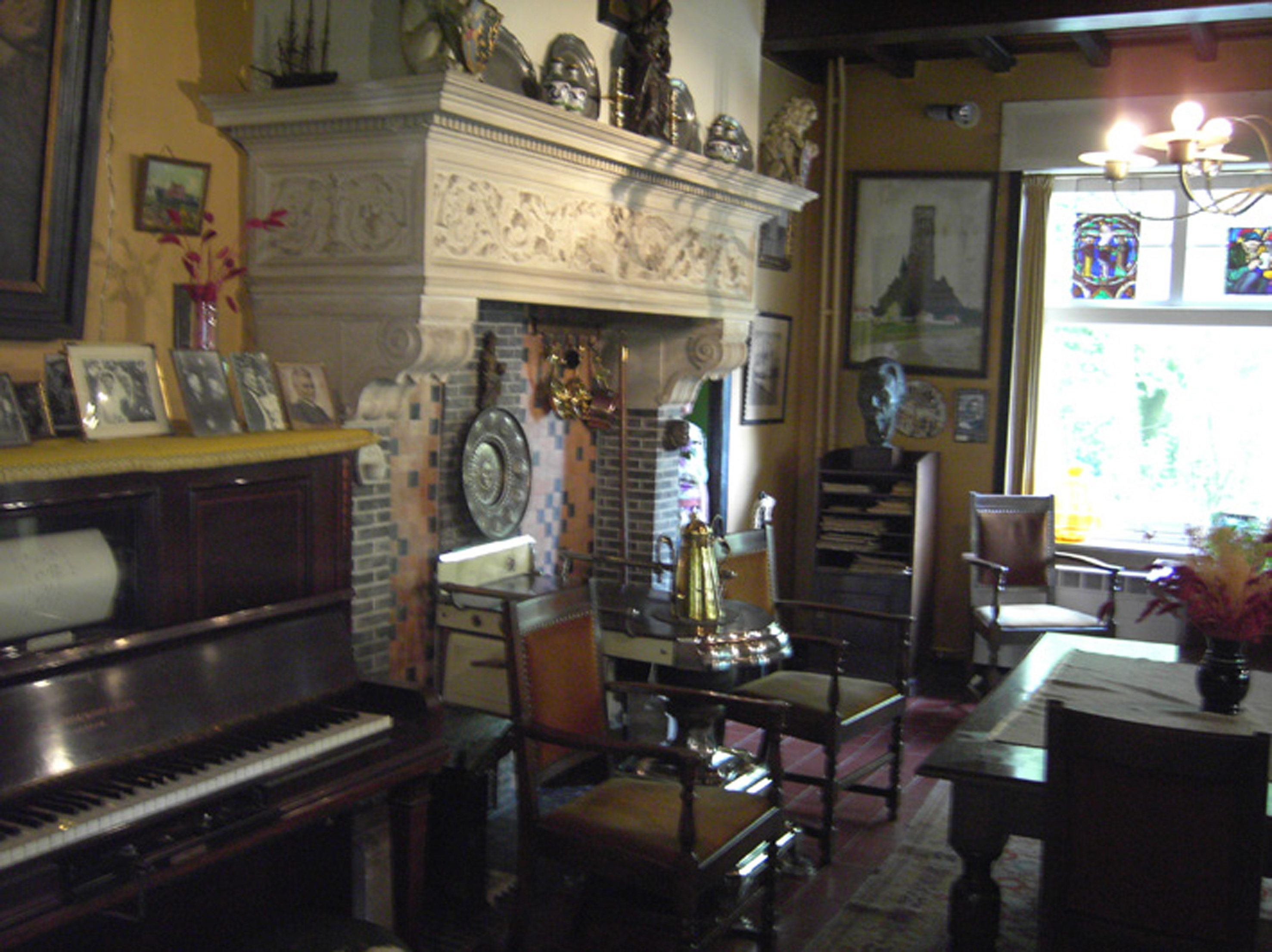
Museu Het Lijsternest (interior)
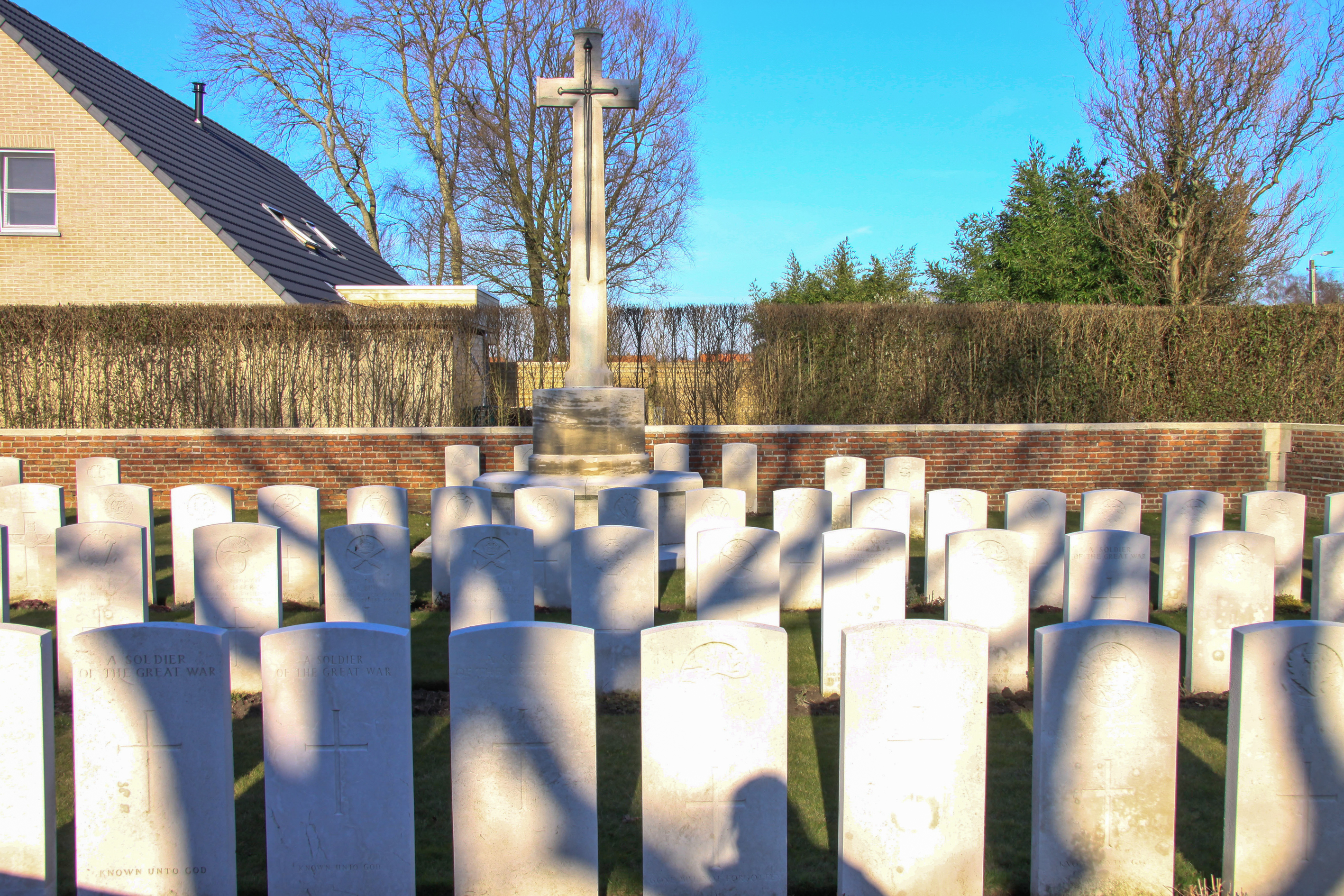
Cementiri militar britànic
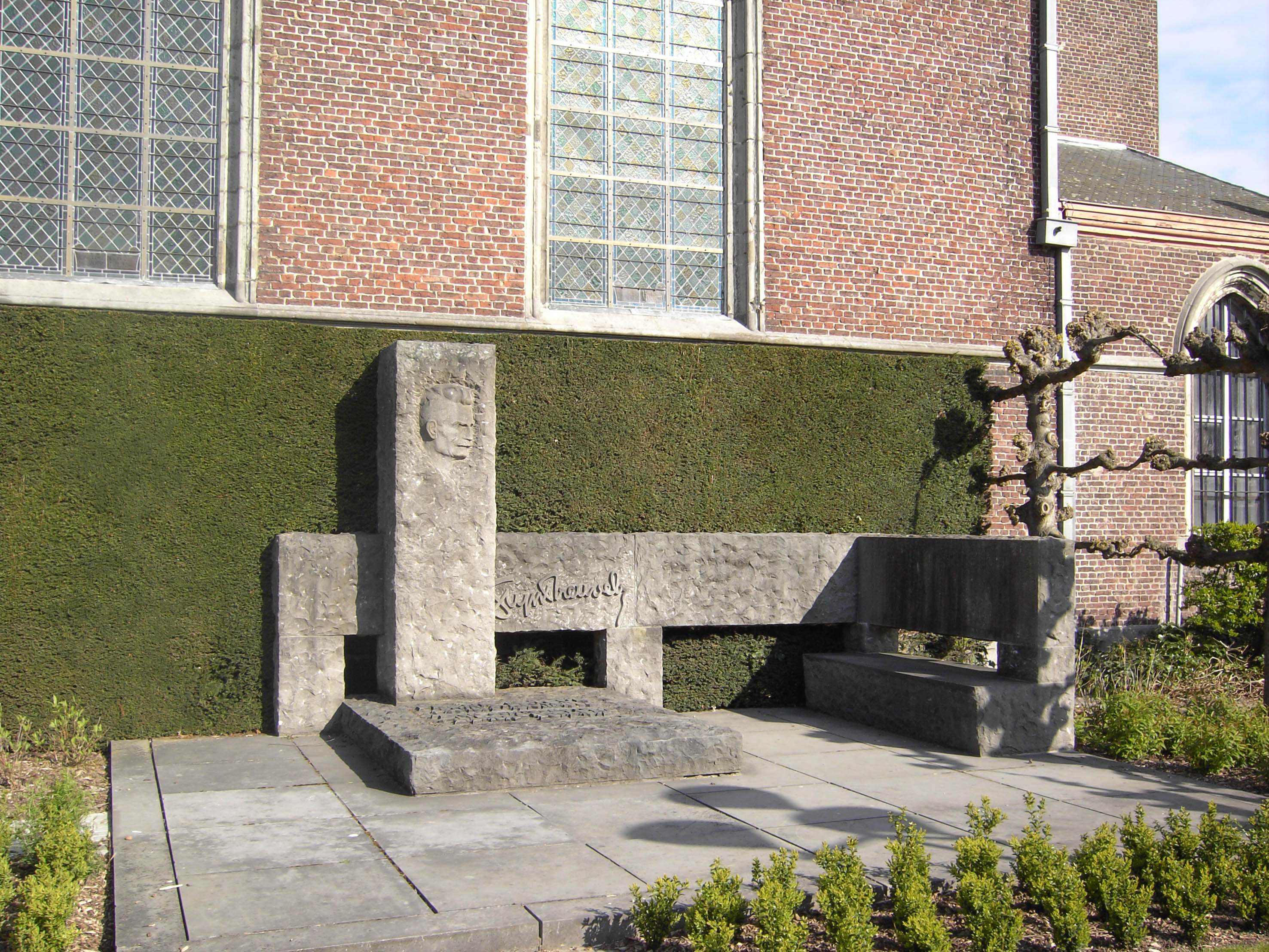
Sepultura de Stijn Streuvels a l'església de Sant Antoni

Fills predilectes d'Ingooigem
- Stijn Streuvels (1871-1969), escriptor. La casa on va viure de 1905 fins a la seva mort avui és un museu. Va ser tancat el 2008 per a obres de reforma i d'estabilització i tornarà obert el 26 d'abril de 2014.[3]
- Hugo Verriest (1840-1920), escriptor